# Praolia
Praolia – rodzaj chrząszczy z rodziny kózkowatych i podrodziny zgrzypikowych.

## Zasięg występowania
Przedstawiciele tego rodzaju występują w Japonii oraz na Tajwanie.

## Systematyka
Do Praolia należą 4 gatunki:
- Praolia citrinipes
- Praolia hayashii
- Praolia mizutanii
- Praolia yakushimana